# Martín López de Córdoba
Marcin Lopez de Cordoba (hiszp. Martin López de Córdoba) – wielki mistrz zakonu Alcantara w latach 1364–1369 i zakonu Calatrava w latach 1365–1371.
Był synem majordomusa królowej Blanki, żony króla Kastylii i Leónu Piotra I. Jego żona była krewną króla.
Był wiernym dworzaninem i żołnierzem Piotra I. Przez prawie 2 lata po śmierci króla, zamordowanego przez przyrodniego brata, który wstąpił na tron jako Henryk II, bronił się wraz z rodziną w twierdzy w Carmonie. Poddał się w końcu w 1371 r., gdy król obiecał mu swobodne opuszczenie kraju. Po opuszczeniu miasta został jednak pojmany, a następnie ścięty w Sewilli.
Jego rodzina została uwięziona w Sewilli, gdzie była przetrzymywana przez 9 lat aż do śmierci Henryka II, a ich dobra zagarnięte zostały przez króla. W międzyczasie jego żona i synowie zmarli, uwolniona została tylko córka Leonora z mężem. Napisała ona później słynne pamiętniki (Memorias de DŞ. Leonor López de Córdoba), przybliżające nam wydarzenia tamtych czasów.